# James King
James H. "Jim" King (Nova Orleães, 9 de fevereiro de 1943) é um ex-basquetebolista estadunidense que integrou a seleção estadunidense que conquistou a medalha de ouro disputada nos XIX Jogos Olímpicos de Verão realizados na Cidade do México em 1968.
Jim King nunca jogou na NBA e fez toda sua carreira competindo na Liga AAU com o Akron Wingfoots (bicampeão mundial de clubes 1967 e 1968).